# Confolens
Confolens is een gemeente in het Franse departement Charente (regio Nouvelle-Aquitaine). De plaats is de onderprefectuur van het arrondissement Confolens. Confolens telde op 1 januari 2022 2.726 inwoners.

## Geschiedenis

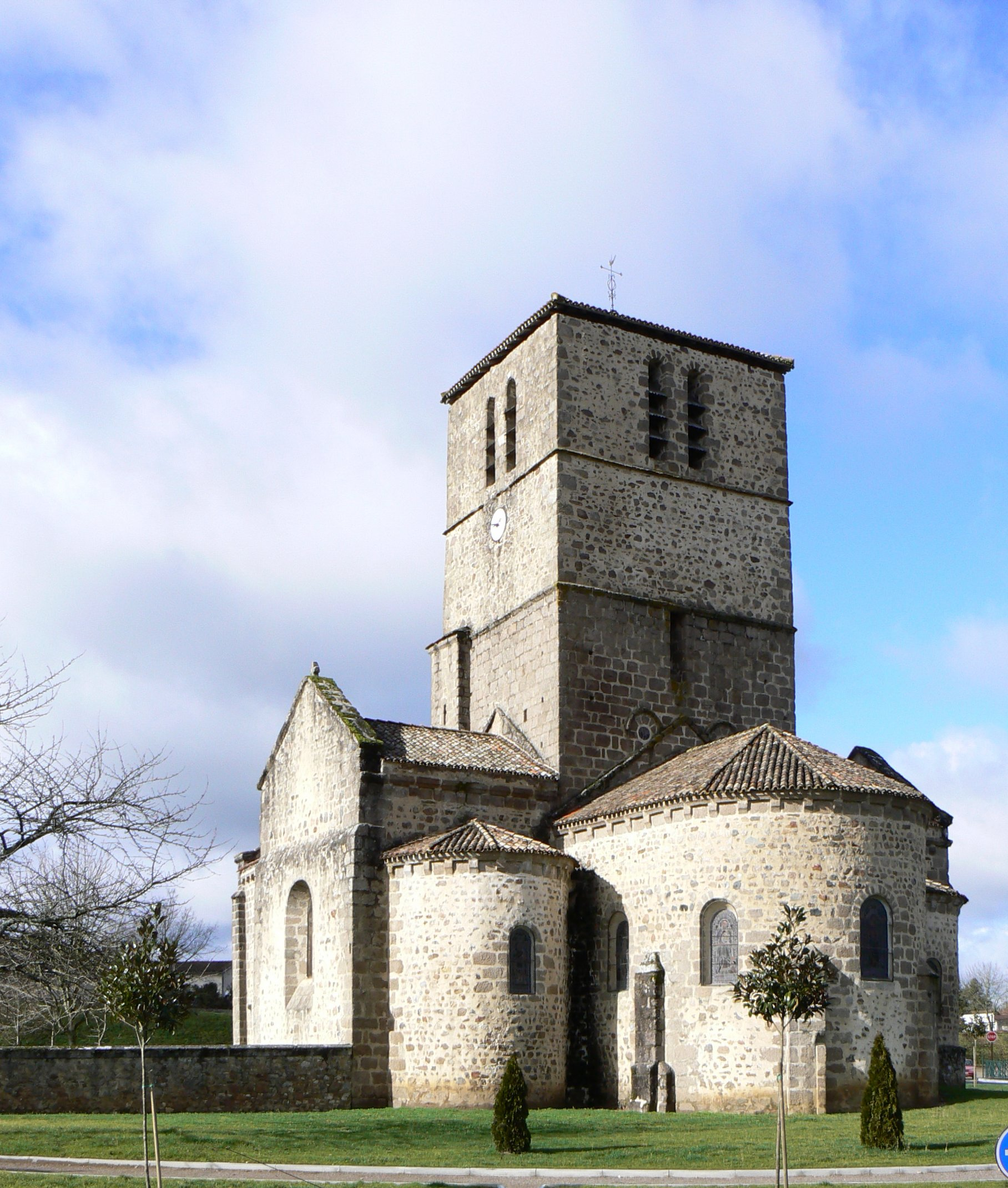
Kerk Saint-Barthélemy

De Romeinse heerbaan tussen Angoulême en Bourges via Argenton liep door Confolens. Confolens zelf werd gesticht door de heren van Chabanais. De westelijke oever van de Vienne hoorde bij het bisdom Poitiers, de oostelijke bij het bisdom Limoges. In de 12e eeuw kreeg Confolens een stadsmuur. Confolens werd een baronie en in 1604 een graafschap. In de 17e eeuw kwamen er drie kloosters aan de rand van de stad, van recoletten, clarissen en zusters van liefde. Confolens had sinds de middeleeuwen consuls, maar kreeg in 1764 een burgemeester en schepenen als stadsbestuur.
In 1791 werd Confolens een onderprefectuur. Tijdens de 19e eeuw werden nieuwe bruggen over de Vienne gebouwd en kwamen er overheidsgebouwen. Er kwam ook een nieuwe markthal en een slachthuis. In 1887 werd het treinstation geopend maar al in 1938 sloot het station voor reizigers en in 1978 voor vrachtvervoer. Tijdens de Trente Glorieuses, de voorspoedige decennia na de Tweede Wereldoorlog, kwamen er een ringweg rond de stad, nieuwe verkavelingen en de aanleg van bedrijventerreinen.
De huidige gemeente is op 1 januari 2016 ontstaan door de fusie van de gemeenten Confolens en Saint-Germain-de-Confolens.

## Geografie
De oppervlakte van Confolens bedroeg op 1 januari 2022 23,63 vierkante kilometer; de bevolkingsdichtheid was toen 115,4 inwoners per km².
Confolens ligt op het plateau van Limousin , in het dal van de Vienne. Over deze rivier liggen twee bruggen die voor de wederzijdse bereikbaarheid zorgen, waarbij via de oude brug slechts eenrichtingsverkeer is toegestaan. In Confolens vloeit de Goire in de Vienne terwijl in Saint-Germain-de-Confolens de Issoire in de Vienne vloeit.
De onderstaande kaart toont de ligging van Confolens met de belangrijkste infrastructuur en aangrenzende gemeenten.

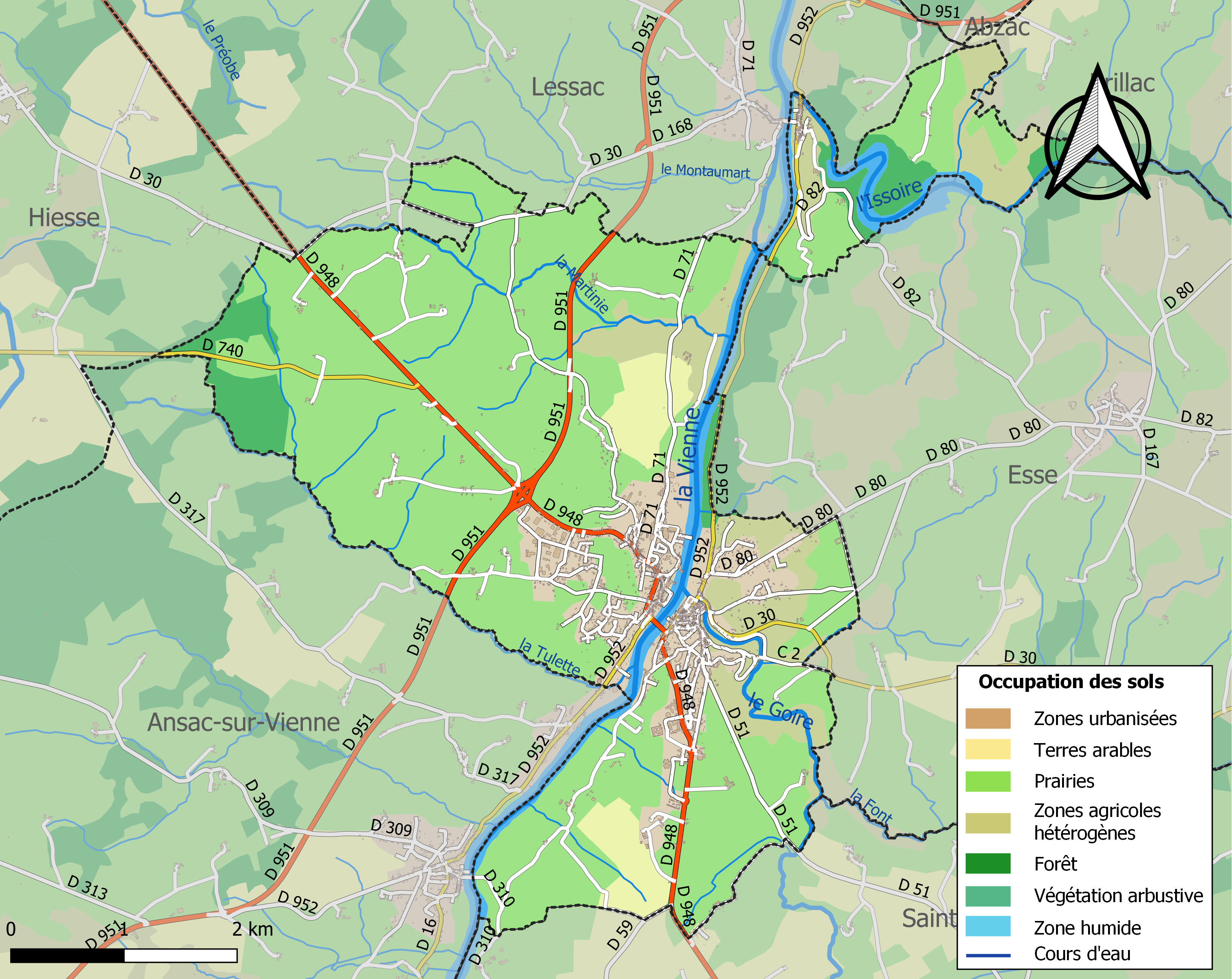

## Cultuur en sport

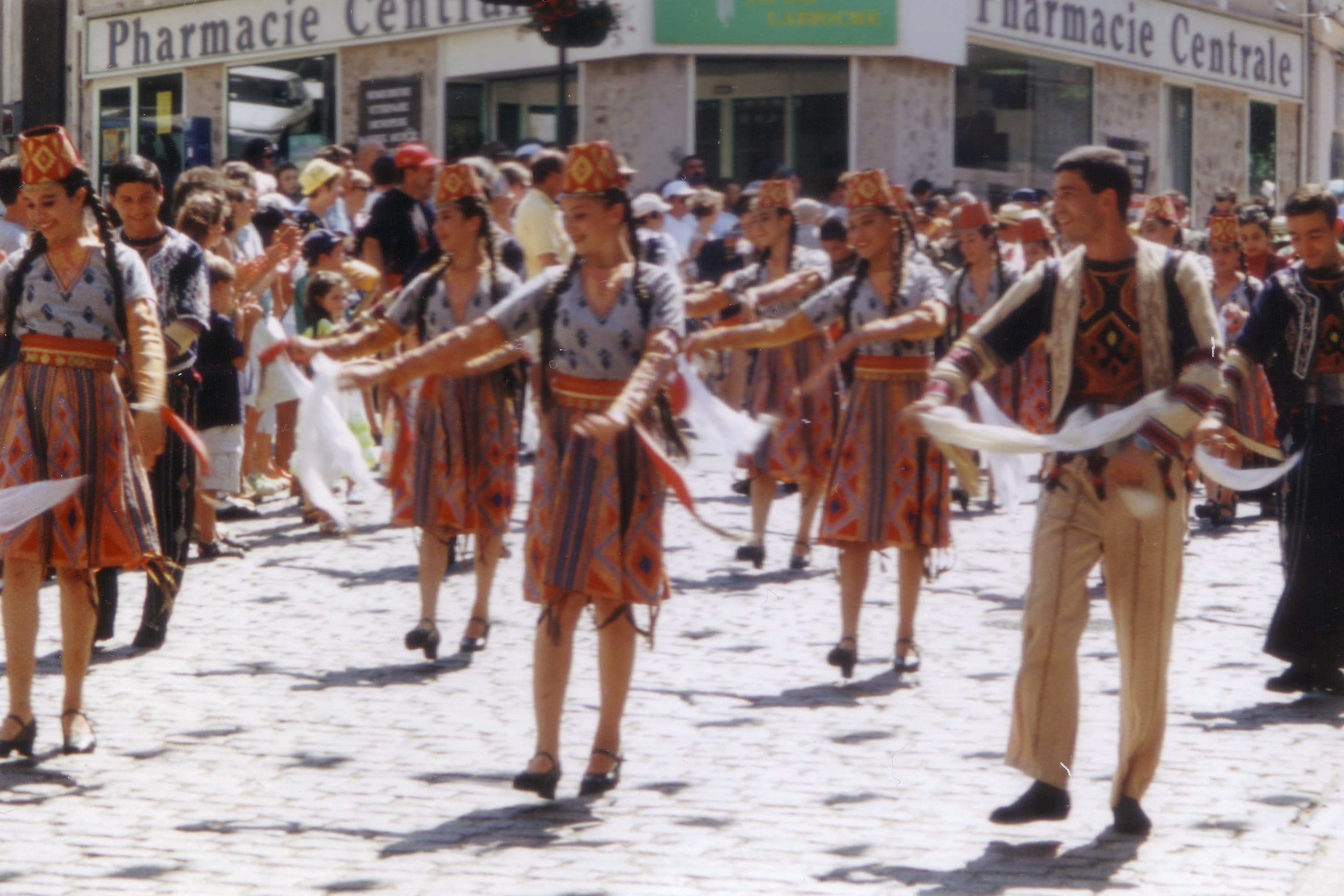
Festival de Confolens (1998)

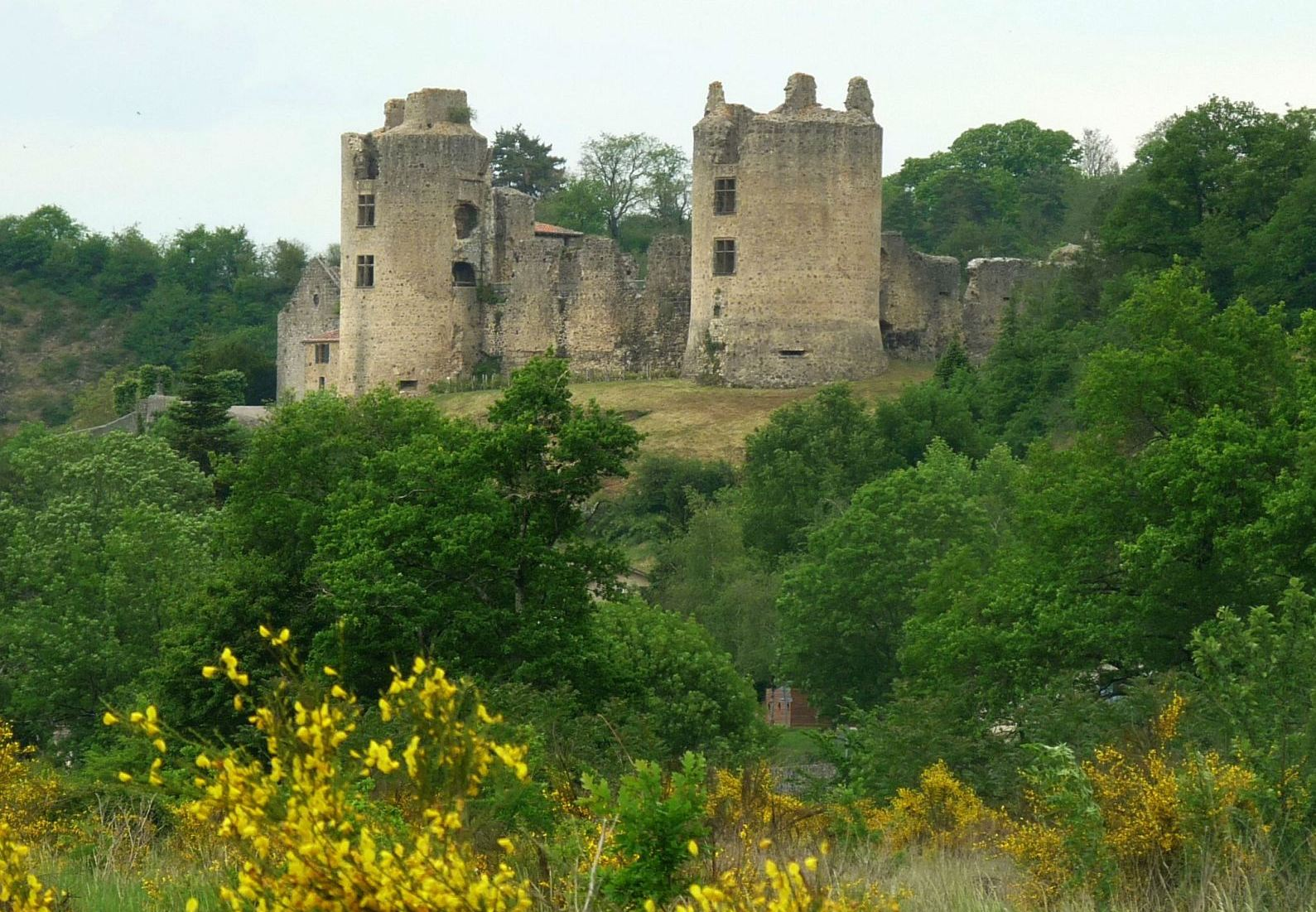
Kasteel van Saint-Germain-de-Confolens

### Festival de Confolens
Het Festival de Confolens, een folklorefestival, wordt sinds 1958 georganiseerd en lokt tot 100.000 bezoekers. Een week lang is er jaarlijks zang en dans in het centrum van Confolens, dat in die periode grotendeels voor het verkeer is afgesloten.

### Toerisme
De stad heeft verschillende bezienswaardigheden:
- Donjon
- Kerk Saint-Maxime
- Kerk Saint-Barthélemy
- Pont Vieux, brug over de Vienne
- Porte du Gué, oude stadspoort
- Kasteel van Saint-Germain-de-Confolens
- Kerk Saint-Vincent (Saint-Germain-de-Confolens)

### Sport
Confolens beschikt over diverse sportclubs, onder meer voor rugby, zwemmen en wielrennen. De plaats beschikt over een eigen rugbyveld, een 25 meter lang wedstrijdzwembad, tennisbanen en voetbalvelden.

## Demografie
Onderstaande figuur toont het verloop van het inwonertal (bron: INSEE-tellingen).

## Geboren
- Émile Roux (1853-1933), microbioloog.